# EARTH (世界の終わりのアルバム)
『EARTH』（アース）は、世界の終わりのインディーズ1枚目のアルバム。2010年4月7日にラストラム・ミュージックエンタテインメントより発売された。

## 内容
初のオリジナル・アルバム。
タイトルは自身らが作り上げたライブハウス「club EARTH」から取られている。深瀬は今作について「結成からの2年間、自分たちらしさを必死で追求して制作した作品」としている。
初回生産分は、初回限定パッケージとしてデジパック仕様となったほか、同年7月10日に渋谷O-WESTで開催された『世界の終わり Heart the eartH Tour』東京公演の先行予約情報が同封された。
重いメッセージ性とポップな音が融合している点が評価され、第3回・CDショップ大賞に入賞、準大賞を受賞した。
2010年6月30日に、シンコーミュージック・エンタテイメントよりバンドスコアが発売された。全7曲のバンドスコアに加え、メンバーの使用機材や、ライブハウス「club EARTH」の紹介コーナーなどが掲載されている。2015年11月24日には、DJ LOVEパートを収録したCD付きバージョンも発売された。
2017年2月24日に、ソニー・ミュージックエンタテインメントより台湾盤の『地球之聲』が発売された。バンド名は「世界末日」となっている。収録内容は日本盤と同様であるが、曲名の表記、帯の内容などに違いがある。

## 収録内容
| 全作詞: 深瀬慧、全編曲: 世界の終わり。 |                        |           |                   |      |
| #                                      | タイトル               | 作詞      | 作曲              | 時間 |
| 1.                                     | 「幻の命」             | 深瀬慧    | 藤崎彩織          | 5:10 |
| 2.                                     | 「虹色の戦争」         | 深瀬慧    | 深瀬慧            | 5:37 |
| 3.                                     | 「インスタントラジオ」 | 深瀬慧    | 深瀬慧 & 中島真一 | 4:08 |
| 4.                                     | 「青い太陽」           | 深瀬慧    | 深瀬慧 & 中島真一 | 5:12 |
| 5.                                     | 「死の魔法」           | 深瀬慧    | 深瀬慧            | 6:04 |
| 6.                                     | 「世界平和」           | 深瀬慧    | 深瀬慧            | 4:59 |
| 7.                                     | 「白昼の夢」           | 深瀬慧    | 深瀬慧            | 6:49 |
| 合計時間:                              | 合計時間:              | 合計時間: | 37:59             |      |

## 楽曲解説
1. 幻の命
インディーズ1stシングル『幻の命』の表題曲。
自身初のオリジナル楽曲で、メロディの原型は藤崎が中学生の頃に制作されていたもの。結成以来ライブの定番曲で、今作収録にあたり50パターンぐらいのアレンジを考えたが、最終的に最初のアレンジで収録された。ミュージック・ビデオはclub EARTHを作り、そこでメンバーで一緒に生活して音楽を作っていることを表現するコンセプトのもと制作された。深瀬の提案で朝の感じや共同生活していることを表現するため白い部屋や白いパジャマで撮影され、夜の屋上のシーンも取り入れられている[12]。
2. 虹色の戦争
制作当初の楽曲タイトルは『人魚姫』[13]。歌詞は深瀬自身の生活がテーマだといい、街を散歩していた時に感じた「平和」に関する違和感を書いたものだという[14]。太鼓の達人の一部機種に収録されている[15][16]。
2021年頃、TikTokにおいて楽曲に乗せて一般ユーザーが作った振り付けを踊る動画を投稿するユーザーが急増し、同年末に公開された「音楽で振り返る！2021 TikTokトレンド」にて約10年前にリリースされた楽曲であるにもかかわらず5位にランクインした[17]。
3. インスタントラジオ
インディーズ1stシングルのカップリング曲。
DJ LOVEとその友人が、かつて配信していたネットラジオ『インスタントラジオ』を題材に作られ、当時オープニング曲として使用されていた[18][19]。楽曲の原型は、このバンドを組む前から存在していたという[20]。現在では様々な楽曲で使用されているオートチューンが、初めて使用された楽曲。現在でもライブの定番曲であり、イベントで披露する際には、DJ LOVEが間奏でスクラッチを披露する[21]。
4. 青い太陽
この楽曲はたくさんのバージョンがあったといい、元々は小説チックな内容の歌詞で景色の描写とかが細いものであった[13]。深瀬が制作時に考えていたミュージックビデオのイメージは「浜辺で炎をたくさんたいてビキニと一緒に踊る」というものだという[13]。
5. 死の魔法
6. 世界平和
バンド初のマイナースケールの楽曲[22]。歌詞は深瀬がカフェのアルバイトでトイレ掃除をしているときに考えられ、イントロのホルンはマクドナルドで制作された[23][24]。
7. 白昼の夢
インディーズ1stシングルに収録されている「白昼の夢 (at club EARTH)」をスタジオで収録したもの。
バンドの楽曲の中で、最も曲が長い[25]。メンバー曰く最も人気がない曲だというが、深瀬は正当な評価だと考えている[26][27]。

## 幻の命
「幻の命」（まぼろしのいのち）は、日本のバンド・世界の終わりのインディーズ1作目のCDシングル。タワーレコードで限定発売された。

### 概要
インディーズデビュー作品であり、本アルバムの先行シングル。『EARTH』発売日までの約2か月間、タワーレコード限定で発売された。限定1万枚発売され、現在は廃盤となっている。
当時無名のバンドであったにもかかわらず、1月27日付のタワーレコードオンラインデイリー予約チャートで初登場7位、2月9日付のタワーレコードオンラインチャートで初登場1位を記録した。
1月11日に放送された、SCHOOL OF LOCK!にて楽曲「幻の命」が初公開された。しかし、番組パーソナリティからは批判的な意見もありFukaseはショックを受けたという。
3月24日、レコチョクにて楽曲「幻の命」の配信がスタート。3月31日付のレコチョクロック・フルにて、ウィークリーチャート1位を獲得した。

### 収録内容
1. 幻の命
2. インスタントラジオ
3. 白昼の夢 (at club EARTH)
「club EARTH」にて録音したライブ・テイクバージョン[33]。伴奏はピアノのみである。

### 収録アルバム
- 『EARTH』（#1、#2）
- 『SEKAI NO OWARI 2010-2019』（#1、#2）

## メンバー
世界の終わり
- 中島真一：Guitar
- 深瀬慧：Vocal & Guitar
- 藤崎彩織：Piano
- LOVE：DJ